# 고노촌 (에히메현)
고노촌(河野村)은 에히메현 가자하야군·온센군에 설치되었던 촌이다. 현재의 마쓰야마시에 해당한다.